# Reserva Biológica de Comboios
A Reserva Biológica de Comboios está localizada nos municípios de Linhares e Aracruz, no estado de Espírito Santo na região sudeste do Brasil. O bioma predominante é o da Mata Atlântica.
Na reserva também está situada a base do Projeto Tamar no Espírito Santo realizando entre diversas ações, o monitoramento das praias e a manutenção do Centro Educacional de Comboios, com cerca de 20.000 visitas anuais.

## Desastre ecológico
No dia 5 de novembro de 2015, aconteceu o rompimento da  barragem do Fundão,  no subdistrito de Bento Rodrigues, no município de Mariana, Minas Gerais. O rompimento, que lançou um grande volume de finos de rejeito sobre o vale do córrego Santarém e alcançando o Rio Doce.
No dia 22 de novembro, a lama chegou ao mar, no norte do Espírito Santo. Em dois dias, a mancha de lama se alastrou por mais de 15 quilômetros ao norte da foz do Rio Doce e mais sete quilômetros rumo ao sul. Uma das regiões afetadas foi a Reserva Biológica de Comboios. Segundo o chefe da Reserva, Antônio de Pádua Almeida, os ninhos das tartarugas que estavam próximos à foz do Rio Doce foram retirados previamente, para que a lama não os atingisse. "Conseguimos retirar os filhotes que nasceram e os soltamos em outro ponto no mar como medida de emergência, mas não sabemos se eles serão ou não contaminados. Se o grosso dessa lama vier e ficar depositado tanto na foz quanto nas praias, não sabemos o impacto que vai trazer para a biodiversidade", disse Almeida.